# وردول
شهر وردل (به آلمانی: Werdohl) در ایالت نوردراین-وستفالن در کشور آلمان واقع شده‌است.